# Franca C.
La Franca C. è una nave da crociera appartenuta con questo nome alla compagnia di navigazione genovese Costa Crociere dal 1952 al 1977. Costruita nel 1914 come nave da carico, al termine del servizio per Costa la nave fu venduta ad un'associazione benefica, che la utilizzò per oltre trent'anni come libreria galleggiante con il nome di Doulos. Posta in disarmo a Singapore nel 2009, fu acquistata da un imprenditore per essere preservata con il nome di Doulos Phos. In seguito la nave fu posizionata permanentemente a secco sull'isola di Bintan, venendo convertita in un albergo.

## Servizio

### Medina (1914-1948)

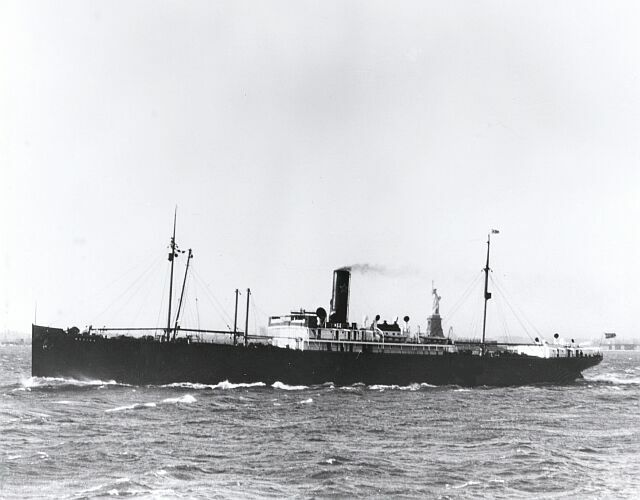
La Medina nel 1914.

La nave fu costruita nel 1914 ai cantieri navali di Newport News, in Virginia, per la Mallory Steamship Company, entrando in servizio nel settembre dello stesso anno con il nome di Medina. Originariamente era adibita al trasporto di frutta e verdura lungo la costa occidentale statunitense, compito che svolse per i successivi 34 anni. Le uniche interruzioni furono rappresentate dai due conflitti mondiali, durante i quali la Medina fu utilizzata per trasportare armamenti e rifornimenti verso l'Europa: nonostante alcuni incidenti minori, tra i quali una collisione avvenuta il 21 luglio 1943 con una corvetta canadese della Classe Flower, la HMCS The Pas, la Medina non subì gravi danni durante il suo servizio bellico, rimanendo in servizio fino al 1948.

### Roma (1948-1952)
Posta in disarmo nel 1948, la Medina fu acquistata da una società italiana registrata a Panama con il nome di "Cia Naviera San Miguel SA", per conto della quale fu trasformata, al cantiere OTO di La Spezia, in una nave passeggeri. Rinominata Roma, dopo la trasformazione la nave disponeva di cabine per 287 persone e di dormitori per 694; dopo essere stata utilizzata per trasportare in Europa pellegrini diretti a Roma in occasione del Giubileo del 1950, la Roma compì un viaggio dalla Germania all'Australia, al termine del quale fu fermata per la bancarotta dei proprietari. Ritornata in Europa e poi in Italia grazie ad un noleggio del Lloyd Triestino, fu arrestata nel porto di Genova a causa del non completo pagamento ai cantieri dei lavori di conversione.

### Franca C. (1952-1977)

Franca C. a Genova.

Il tribunale fallimentare ne programmò la vendita all'asta nell'aprile 1952 e la nave fu ceduta all'unico offerente, l'armatore Giacomo Costa, proprietario della Linea Costa. Furono quindi compiuti degli importanti lavori di ristrutturazione, ancora una volta eseguiti ai Cantieri del Muggiano di La Spezia, durante i quali il motore a vapore originario fu sostituito con un Diesel FIAT 6 cilindri a due tempi, portando la velocità della nave a 15 nodi. Rinominata Franca C., rientrò in servizio nei primi mesi del 1953, iniziando il primo viaggio da Genova verso il Sud America il 31 gennaio.
Nel 1959 la compagnia decise di destinare la nave al traffico crocieristico. La Franca C fu quindi sottoposta ad importanti lavori alle OARN di Genova, dove fu trasformata nella prima nave da crociera al mondo con sistemazioni di una sola classe. Il numero di passeggeri trasportabili fu ridotto a 552 e l'intera nave fu dotata di impianti di aria condizionata, mentre gli interni furono ridisegnati dal famoso architetto Nino Zoncada.
I lavori furono conclusi a luglio e a novembre la nave prese servizio nei Caraibi, alternando negli anni successivi il servizio invernale nei Caraibi a crociere estive nel Mediterraneo. In questa veste la nave divenne molto popolare tra i crocieristi, anche grazie al fatto di essere stata la prima nave a sperimentare le offerte di pacchetti "tutto incluso" che comprendevano volo e servizi a terra. Nel 1970 la Franca C rimase in Europa, svolgendo un programma di crociere ridotto e venendo dotata di un nuovo motore Diesel FIAT 18 cilindri a quattro tempi; fu inoltre eseguita una nuova ristrutturazione degli interni. La Franca C rimase in servizio per Costa per altri sette anni, prima di essere posta in disarmo e messa in vendita.

### Doulos (1977 - 2010)

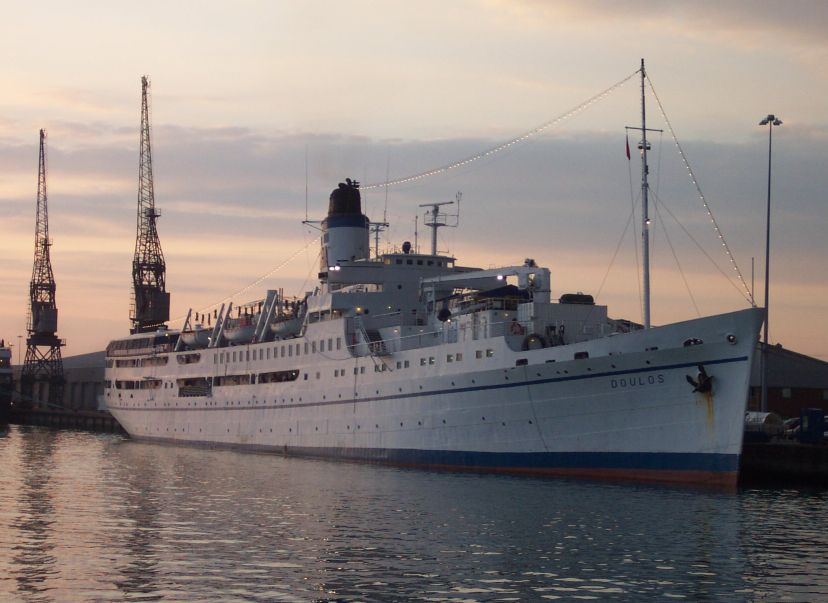
Doulos ormeggiata a Southampton nel 2004.

Il 4 novembre 1977 la nave fu acquistata dalla Gute Bücher für Alle, un'associazione cristiana tedesca, con il proposito di trasformarla in una libreria galleggiante con scopi benefici. La nave, rinominata Doulos (termine greco con il significato di "servo"), fu sottoposta a lavori di ristrutturazione a Brema per trasformarla nella più estesa libreria galleggiante al mondo, composta principalmente da testi cristiani e sul cristianesimo. Rientrata in servizio il 3 giugno 1978, la nave, gestita da un equipaggio di circa 350 volontari, cominciò a viaggiare per il mondo, fermandosi di volta in volta in porti diversi.
L'11 agosto 1991, mentre era ferma nelle Filippine, la nave fu colpita da un attentato dell'organizzazione terroristica islamica Abu Saiyaf, che provocò la morte di sei persone.
Nel 1992, a 78 anni dal varo, la nave entrò nel Guinnes dei Primati come nave passeggeri più vecchia ancora in servizio attivo. L'anno successivo la Doulos dovette essere sottoposta ad importanti lavori di manutenzione, che comportarono la completa revisione dell'impianto elettrico e diverse riparazioni; i lavori, che durarono sei mesi, furono compiuti a Città del Capo, in buona parte da volontari.
La nave continuò a prestare servizio per l'associazione fino al dicembre 2009, quando fu posta in disarmo a Singapore in quanto il costo dei lavori necessari ad adeguarla alle nuove regole SOLAS, che sarebbero entrate in vigore l'anno successivo, non era sostenibile dall'associazione stessa.

### Doulos Phos (2010-...)

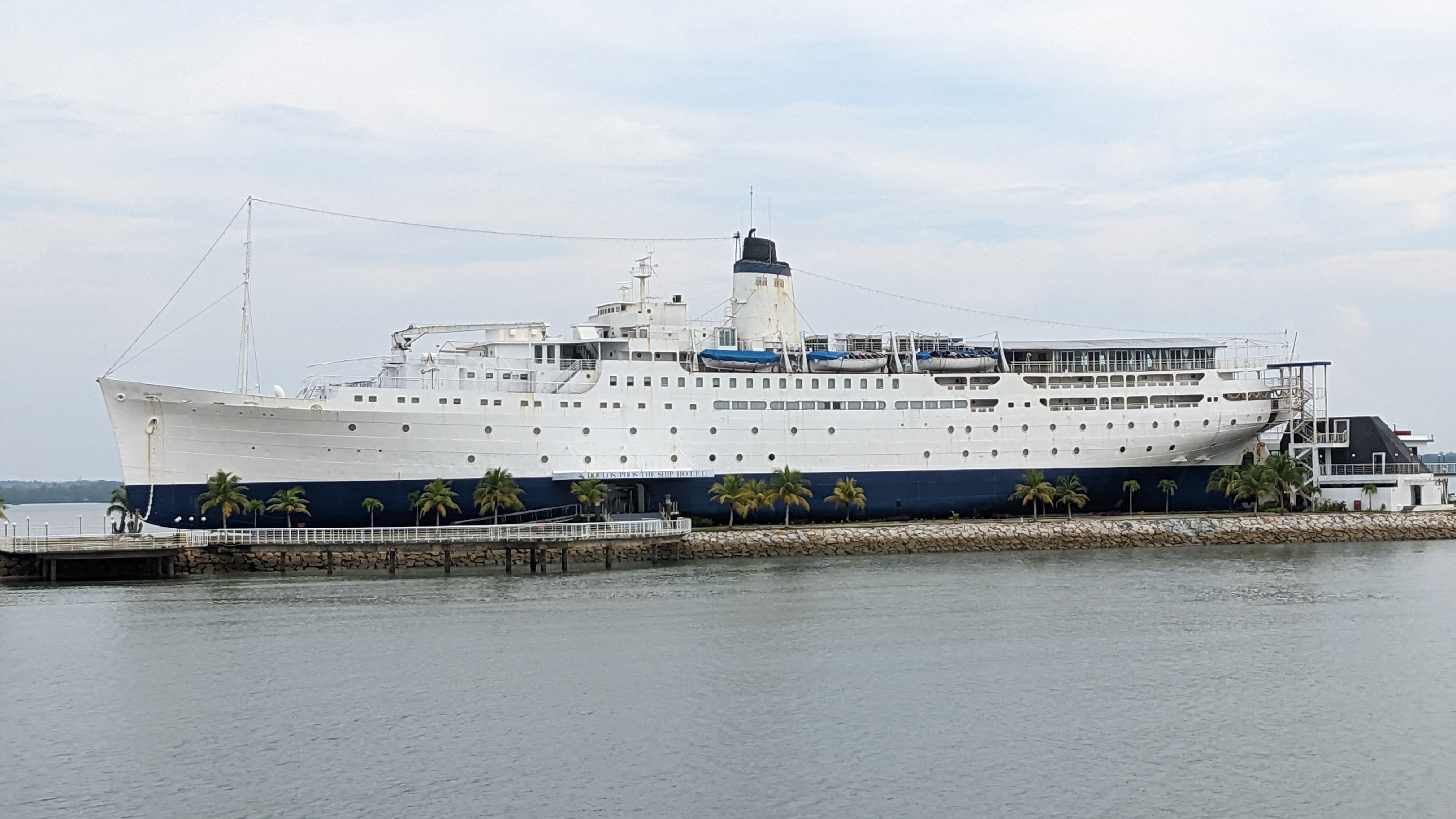
La nave spostata sulla terraferma e trasformata in albergo sull'isola di Bintan.

Nel marzo 2010 la nave fu acquistata dalla BizNaz Resources International Pte Ltd di Eric Saw, che intendeva preservarla e utilizzarla come nave albergo a Singapore con il nome commerciale di Doulos Phos (in realtà ha ufficialmente continuato a chiamarsi soltanto Doulos). In seguito la compagnia siglò un accordo con la Bintan Resorts International, azienda proprietaria di diverse strutture ricettive sull'isola di Bintan: fu presa la decisione di collocare la nave su un punto sopraelevato dell'isola, convertendola poi in un albergo. La nave fu quindi sottoposta a dei lavori di ristrutturazione per rinforzare lo scafo, venendo poi posizionata nella sua collocazione definitiva nel 2015. 

## Significato del nome
Il nome originario, Medina, faceva riferimento a un fiume nel Texas. Franca C. era un riferimento ad una componente della famiglia dell'armatore Costa, mentre Doulos è una parola greca che significa "Servitore".